# Lương Khánh
Lương Khánh (chữ Hán giản thể:良庆区, bính âm: Liángqìng Qū, Hán Việt: Lương Khánh khu) là một quận tại thành phố Nam Ninh, khu tự trị dân tộc Choang, Quảng Tây, Cộng hòa Nhân dân Trung Hoa. Quận này có diện tích 1369 km2, dân số năm 2004 là 208.000 người. 

## Hành chính
Quận này được chia thành các đơn vị hành chính gồm 5 trấn: Lương Khánh, Na Mã, Na Trần, Đại Đường, Nam Hiểu.